# 开罗单轨
开罗单轨 （阿拉伯语：مونوريل القاهرة）是规划服务于埃及大开罗地区轨道交通系统。该系统拥有两条单轨线路，分别位于开罗的东西两侧，规划总长达96千米，目前均在建设中。

## 线路

### 新行政首都线
新行政首都线（英語：The New Administrative Capital line）规划长54千米，将设21个车站，连通东开罗地区与新行政首都，全程运行约60分钟。线路自位于开罗省东部的纳赛尔城附近的开罗国际体育场出发，然后折向西南进入新开罗，其中途径包括开罗节日城、开罗美国大学在内的重要节点，最后向东连接新行政首都。

### 十月六日城线
十月六日城线（英語：The 6th of October City line）规划长42千米，将设12个车站，连通位于开罗西部的吉萨与卫星城十月六日城，全程运行约42分钟。线路自位于开罗西南侧吉萨省的卫星城十月六日城的工业区出发，向东北贯穿十月六日城，然后途径尼罗河大学与谢赫扎耶德城，之后沿七月二十六日街（26th of July Axis）向东延伸至吉萨，结束于尼罗河西岸。

## 建设
2019年8月，庞巴迪运输、欧瑞斯克姆建筑工业集团、阿拉伯建筑公司联合体与埃及国家隧道管理局签署了价值45亿美元的合同。在建设完成后，联合体将负责两条单轨线路30年的运营与维护。

## 列车
开罗单轨使用的列车为庞巴迪INNOVIA MONORAIL 300型跨座式单轨列车，将采用四节编组，共有70列、共280节列车投入运营。采用这一车型的单轨线路还有巴西圣保罗地铁15号线、中国芜湖轨道交通1号线与2号线、泰国曼谷地铁粉红线与黄线。